# غارغة (ملاثاني)
غارغة (بالفارسية: گارگه) (بالفارسية: گارگه) هي منطقة سكنية تقع في إيران في قسم ملاثاني الريفي. يقدر عدد سكانها بـ 170 نسمة بحسب إحصاء 2016.